# NO THANK YOU
『NO THANK YOU』（ノー・サンキュー）は、COALTAR OF THE DEEPERSの4枚目のオリジナル・アルバム。2001年5月23日にMUSIC MINEから発売された。初回限定盤には歌詞カードが付属している。
ICHIMAKIは産休に入るために今作を最後にバンドを脱退している。

## 収録曲
1. IT DAWNS BEFORE [3:09]
インスト。
2. GOOD MORNING [4:20]
『THE BREASTROKE II』にも収録されている。
3. JOY RIDE [4:11]
『THE BREASTROKE II』にも収録されている。
4. STAR LOVE [3:40]
ICHIMAKIがメインボーカルを務めている。中盤でNARASAKIのデスヴォイス、シャウトが入る。
『THE BREASTROKE II』にも収録されている。
5. 15 KNOTS [0:55]
テクノ調のインスト。
6. GIANT [3:11]
『STAR LOVE』と同じくICHIMAKIがメインボーカルを務めている。ICHIMAKIが率いるバンド「BP.」のカヴァー。
7. JET SET [2:48]
8. THE SYSTEMS MADE OF GREED(Don't Bet Our Tax version) [3:29]
『THE BREASTROKE II』にも収録されている。
9. HIBERNATE [2:24]
インスト。
10. THE END OF SUMMER [5:54]
11. NO THANK YOU [4:33]
歌詞は死刑執行直前の様子を描写している。
『THE BREASTROKE II』にも収録されている。
12. DREAMMAN [4:08]
13. DEEPERS'RE SLEEPING [2:01]
インスト。
14. MEXICO(ver. N) [2:31]
アコースティック・ギターによる弾き語り曲。
15. HARU NO GYOUNINZAKA [4:42]
行人坂と名のつく4曲の内の1曲で、最後に発表された曲。
『THE BREASTROKE II』にも収録されている。
16. SUE IS FINE(Secret Track) [4:01]
シークレットトラックで、マイ・ブラッディ・ヴァレンタインのカバー曲。